# شفيقة ومتولي (فلم)
شفيقة ومتولي هو فيلم مصري عرض عام 1978، بطولة سعاد حسني وأحمد زكي وأحمد مظهر ومحمود عبد العزيز وجميل راتب، تأليف شوقي عبد الحكيم وسيناريو وحوار صلاح جاهين ومن إخراج علي بدرخان، الفيلم مستوحي من حكاية شفيقة ومتولي وهي حكاية شعبية شهيرة متداولة في كافة مدن الوجه القبلي المصري، وتستند في الوقت ذاته إلى واقعة حقيقية.

## قصة الفيلم
تستدعى السلطة عشرات الألاف من الشباب للعمل سخرة في قناة السويس ، يترك متولى شفيقة شقيقته وحدها مع الجد العجوز، حيث تضطرها الظروف القاسية نحو إغراءات ابن شيخ البلد دياب . وتكتشف البلدة العلاقة الأثمة بينهما، يضطرها الجد إلى الرحيل برفقة القوادة هنادى إلى أسيوط . في أسيوط يعجب الطرابيشى الذي يقوم بتوريد عبيد إلى شركة قناة السويس بشفيقة، وتصبح عشيقته، وتبدأ في كشف طبيعة عمله، وعندما تتضايق شفيقة من إيقاع حياتها تقرر العودة إلى بلدتها، وتنكشف فضيحة الطرابيشى في تجارة العبيد . يعود متولى إلى قريته، ويعرف العلاقة الأثمة بين أخته ودياب فيقرر قتلها، ولكن قبل ذلك كله تسبقه رصاصات افندينا الذي يعد الشريك الأول مع الطرابيشى في تجارة العبيد، فقد قرر أفندينا التخلص من شفيقة حتى لا تفشى سره، وسر الطرابيشى، وتموت شفيقة برصاصات أفندينا.

## طاقم التمثيل
- سعاد حسني
- أحمد زكي
- أحمد مظهر
- محمود عبد العزيز
- جميل راتب
- ملك الجمل
- يونس شلبي
- محمود الجندي
- عبد الوارث عسر
- شفيق جلال
- نعيمة الصغير
- حسن حسين
- حمزة الشيمي
- أحمد بدير
- أحمد حجازي
- أحمد أباظة
- مرسي الحطاب
- محمد الشويحي
- أحمد عقل
- نادية شمس الدين
- علي قاعود
- صبري عبد المنعم
- ليزا ماي
- نصر سيف
- وحيد سيف
- سميحة محمد

## فريق العمل
- إخراج: علي بدرخان
- قصة: شوقي عبد الحكيم
- سيناريو وحوار: صلاح جاهين
- إنتاج: أفلام مصر العالمية (يوسف شاهين وشركاه)
- توزيع: أفلام مصر العالمية (يوسف شاهين وشركاه)
- مونتاج: سعيد الشيخ
- مدير التصوير: عبد الحليم نصر، محسن نصر
- موسيقى تصويرية: فؤاد الظاهري
- تاريخ الإصدار: 27 نوفمبر 1978

## عن الفيلم
- يعتبر فيلم شفيقة ومتولي هو أضخم إنتاج سينمائي في موسم 1978.
- كان يوسف شاهين في البداية هو مخرج الفيلم، ولكن بسبب ظروفه الصحية لم يستطع أن يواصل التصوير بعد أسبوع من العمل، فأوكل المهمة إلى علي بدرخان الذي قام بإعادة صياغة السيناريو مع صلاح جاهين، واكتفى شاهين بانتاج الفيلم.
- الفيلم مستوحى من حكاية شعبية شهيرة متداولة في كافة مدن الوجه القبلي، وتستند في الوقت ذاته إلى واقعة حقيقية.
- كان هذا الفيلم هو الوفاء بالوعد الذي قطعه صلاح جاهين على نفسه لأحمد زكي عام 1975، بعدما تم استبعاد الأخير من بطولة فيلم الكرنك أمام سعاد حسني، وتسبب ذلك في أزمة نفسية عنيفة للنجم الأسمر، فوعده جاهين بدور البطولة أمام سعاد حسني بفيلم جديد، وهو ما تحقق بعدها بثلاثة سنوات عام 1978 بفيلم شفيقة ومتولي، الذي كتب له جاهين السيناريو والحوار والأغاني والأشعار.
- حصل فيلم «شفيقة ومتولى 1978» على جائزة الطانيت البرونزى في مهرجان قرطاج السينمائى الدولى السابع في نوفمبر 1978.

## وصلات خارجية
- مقالات تستعمل روابط فنية بلا صلة مع ويكي بيانات
- صفحة الفيلم على موقع السينما